# Csata a merville-i ütegért
A németek merville-i ütegéért folytatott csata a normandiai partraszállás egyik ütközete volt 1944. június 6-án.

## Előzmények
Az üteget a németek a szövetséges partraszállás megakadályozására kiépített Atlanti fal részeként állították fel Franceville településrésztől mintegy két kilométerre délre, Merville településtől néhány száz méterre. A komplexumot nyílt mezők és gyümölcsösök vették körbe. 1944. március 6-án meglátogatta az üteget Erwin Rommel tábornagy, aki az erődítési munkálatok felgyorsítására adott utasítást. A létesítmény szívét, a betonépítményekkel védett négy löveget harckocsielhárító árok, 91 méter széles aknamező, másfél méter széles, 4,6 méter magas szögesdrótakadály, tizenöt géppuskaállás és egy 20 milliméteres légelhárító-gépágyú óvta. A partraszállás előtt készített légi felvételek alapján a szövetségesek úgy vélték, hogy az üteg 150 milliméteres ágyúkból áll, amelyek képesek tűz alatt tartani a Sword kódnevű partszakaszt, ahol a brit és a francia erők készülnek rohamozni.
1944 tavaszán a szövetséges légierő többször bombázta a német ágyúkat, de azok nem okoztak komolyabb károkat a két méter vastag falú bunkerokban, amelyeket földdel és agyaggal borítottak be építői. Mindazonáltal május 19-én a Brit Királyi Légierő egyik csapásában elesett a létesítmény parancsnoka, Wolter százados. Helyére Raimund Steiner hadnagyot nevezték ki. A helyőrség 160 katonából állt. A légitámadások sikertelensége miatt az Overlord hadművelet tervezői úgy döntöttek, hogy az üteget még a partraszállás előtt el kell foglalnia egy brit ejtőernyős egységnek. A 9. Ejtőernyős Zászlóalj és a 6. Légi Szállítású Hadosztály 700 katonájából álló kommandó parancsnokának Terence Otway alezredest jelölték ki. A felkészülés jegyében az angolok megépítették az üteg másolatát a Walbury Hillnél, és ott gyakorlatoztak.

## Földet érés

Június 6-án egy órakor, George Smith őrnagy vezetésével kiugrottak az első brit ejtőernyősök, akiknek az volt a feladata, hogy kijelöljék az érkezési zónákat. Eközben Lancaster típusú bombázók megtámadták az üteget. Mivel a jelölő katonák rádiója összetört az ugráskor, nem tudtak kapcsolatba lépni az őket követő gépekkel, amelyeket a bombázás okozta füst is megzavart, így több pilóta elvétette a számára kijelölt területet, és összetévesztette az Ornes- és a Dives-folyót. Sok ejtőernyős a németek által elárasztott területen landolt, többen belefulladtak a mezőket borító vízbe a nehéz felszerelés miatt. A célpontjuktól távol földet érő katonák nem találták a gondosan memorizált tereptárgyakat, és eltévedtek.
Otway 370 méterre a kijelölt helyszíntől ért földet, egy ház közelében, amelyet a németek parancsnoki posztnak használtak. Rövid harci érintkezés után 1 óra 30-ra sikerült elérnie a zónáját. Hajnali három előtt tíz perccel még csak 150 gyűlt össze 600 katonájából, ráadásul felszerelésük jelentős része elveszett. Mindössze egy Vickers nehézgéppuskájuk és a szögesdrótakadályok leküzdésére használatos Bangalore-torpedóik voltak. Otway ennek ellenére úgy döntött, hogy megpróbálja teljesíteni a küldetést. A britek kevéssel négy óra előtt elérték Gonneville-sur-Merville-t, az ütegtől délkeletre, ahol találkoztak egy tucat felderítővel és utásszal, akik négy átjárót vágtak a szögesdrótakadályba. A britek jól láthatták, hogy a száz Lancaster nem okozott komolyabb károkat.
Otway négy csoportra osztotta katonáitː háromnak le kellett kötnie a németek figyelmét a keleti és nyugati oldalon, míg a negyediknek északról, észrevétlenül kellett behatolnia a területre. A támadásra a géppuska és a Bangalore-torpedók robbanása adta meg a jelet. A tervek szerint fél ötre három Horsa típusú vitorlázó gépet vártak, amelyeknek az üteg területén kellett landolniuk. A gépek nem érkeztek meg, mert az egyik már Anglia felett visszafordult műszaki problémák miatt, a másik kettőt pedig eltalálta a német légelhárítás.

## Támadás
Az ejtőernyősök megrohanták az üteget, ahol rövid, de heves küzdelem bontakozott ki. A német nehézgéppuskák sok britet megöltek, de az ejtőernyősöknek sikerült foszforgránátokat dobniuk a bunkerek – bombázás utáni szellőztetés miatt – nyitva hagyott vasajtajai mögé. A levegőbeáramlást biztosító csövekbe is gránátokat dobtak, amelyek a betonnal megerősített lőállások belsejében robbantak. Az akció mindössze húsz percig tartott. A britek súlyos áldozat (70 halott vagy sebesült katona) árán elfoglalták a komplexumot. A németek közül 22 elesett, sokan fogságba kerültek, többen elmenekültek. Steiner hadnagy, aki nem volt a helyszínen a támadáskor, több ellentámadást is indított, de a britek visszaverték.
A bunkerekben kiderült, hogy az ágyúk csak 100 milliméteres régi cseh fegyverek, amelyek sokkal kevésbé hatékonyak, mint a feltételezett 150 milliméteresek. Miután a lövegeket tönkretették, jelzőrakétával jelezték a győzelmet. Otway maradék emberével másodlagos célpontja, Hameau du Oger felé indult, amely néhány kilométerre feküdt Merville-től délkeletre.  A nap folyamán a németek visszafoglalták az üres objektumot, és a két lövegből kettőt rendbe hoztak, de tűzirányítás nélkül nem tudtak pontos lövéseket leadni. A német 736. Gyalogezred La Breche-i megfigyelői próbálták segíteni a tüzelést, de az ő állásuk is elesett. Június 7-én a britek megpróbálták visszafoglalni a komplexumot, de nem sikerült. Az üteg és Merville falu csak augusztus 17-én esett el végleg, amikor az oxfordshire-i és buckinghamshire-i ejtőernyősök elfoglalták.

## Múzeum
Az üteg egykori területe múzeumként (Site et Musée de la Batterie de Merville) működik. Bejárható a négy lövegállás, a lőszerraktár, a legénységi szálláshely, a konyha és a parancsnoki bunker. Megtekinthető egy Douglas C–47 Skytrain teherszállító repülőgép, az egyik bunkerben pedig hang- és fényshow idézi fel az 1944-es támadást. A 9. ejtőernyős-zászlóalj katonáira kereszt, Otwayre mellszobor emlékeztet. A múzeum 2024 áprilisában 9.30 és 18.30 között volt nyitva, a belépő 9,5 euró volt.

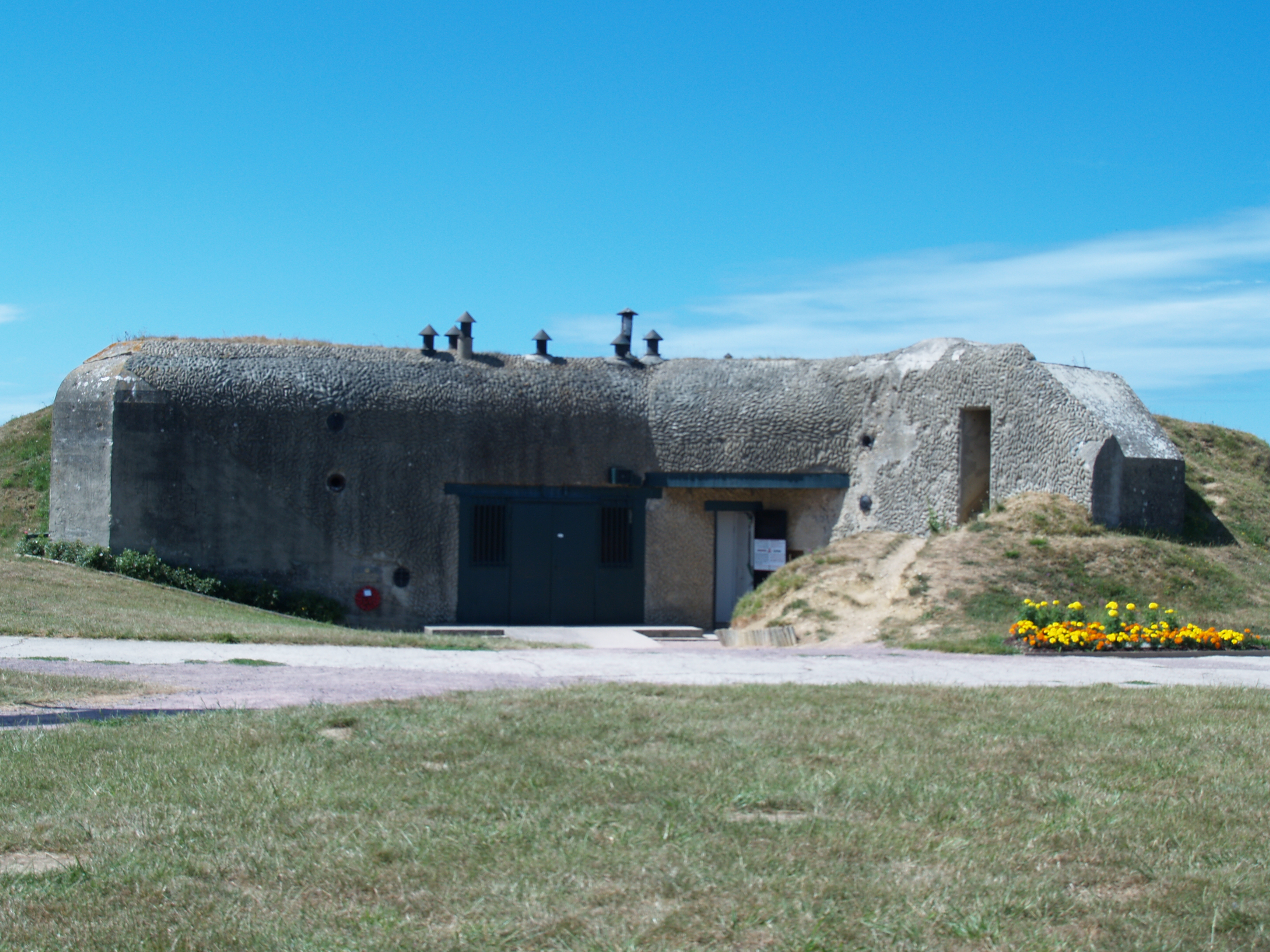
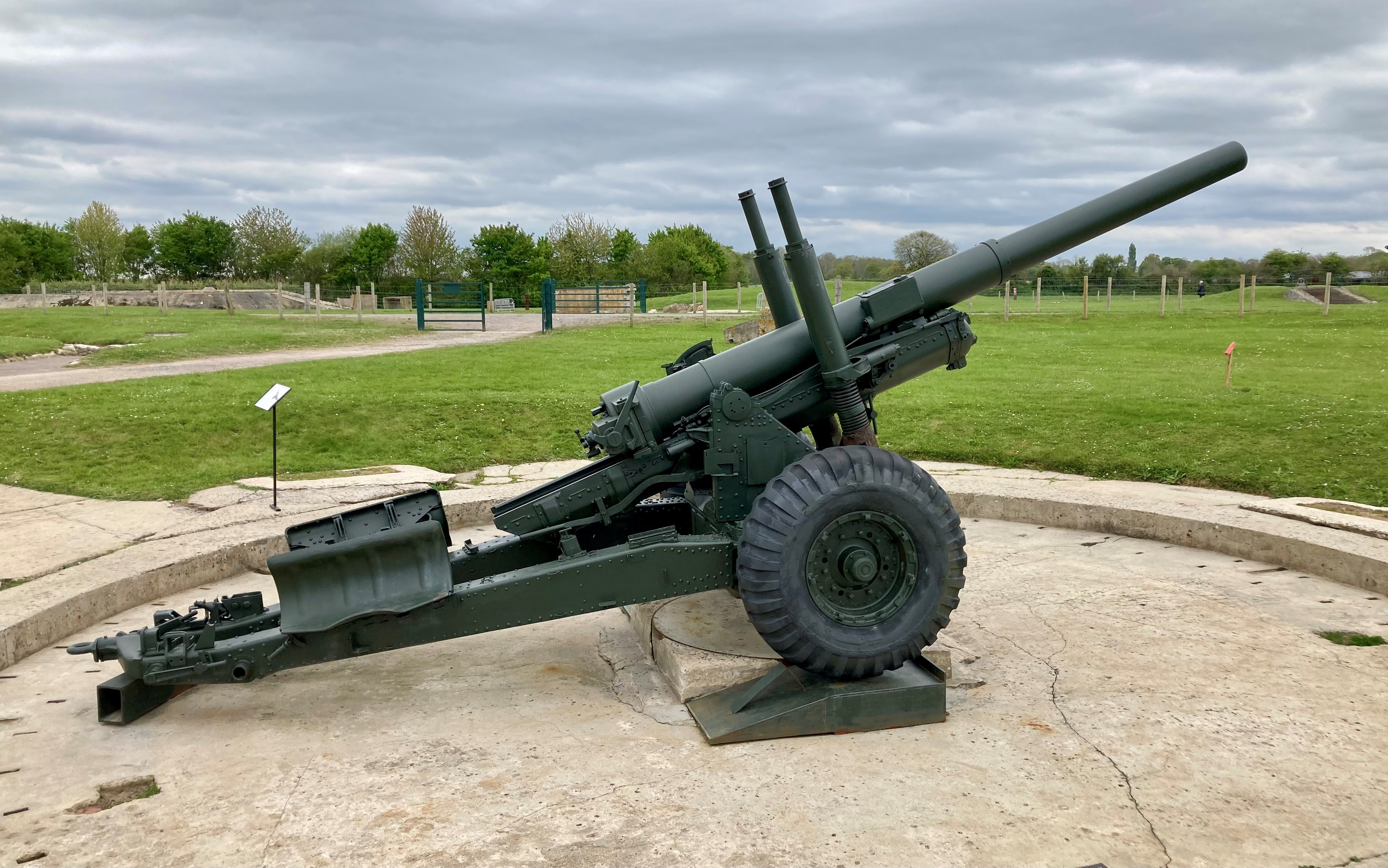
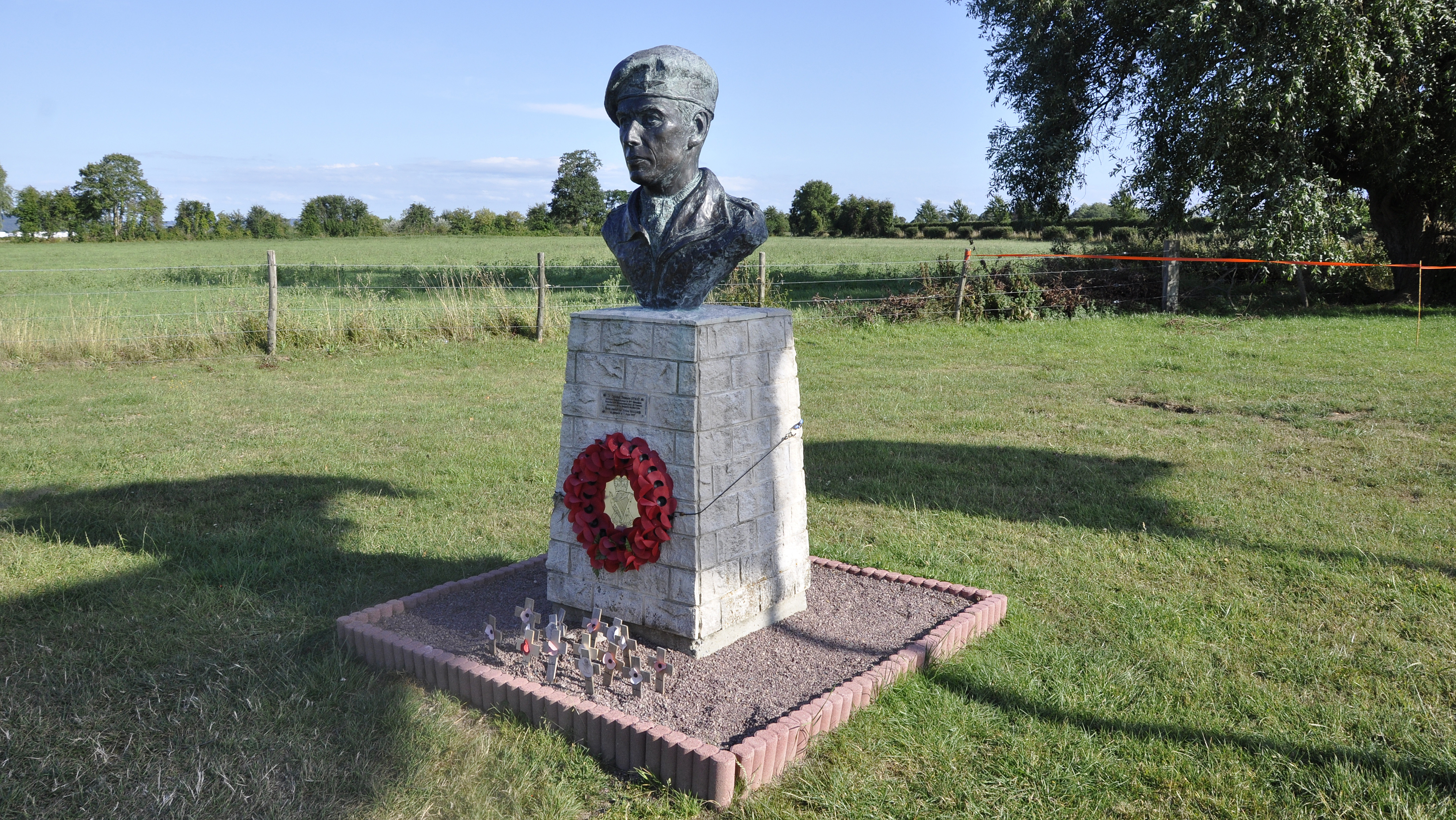
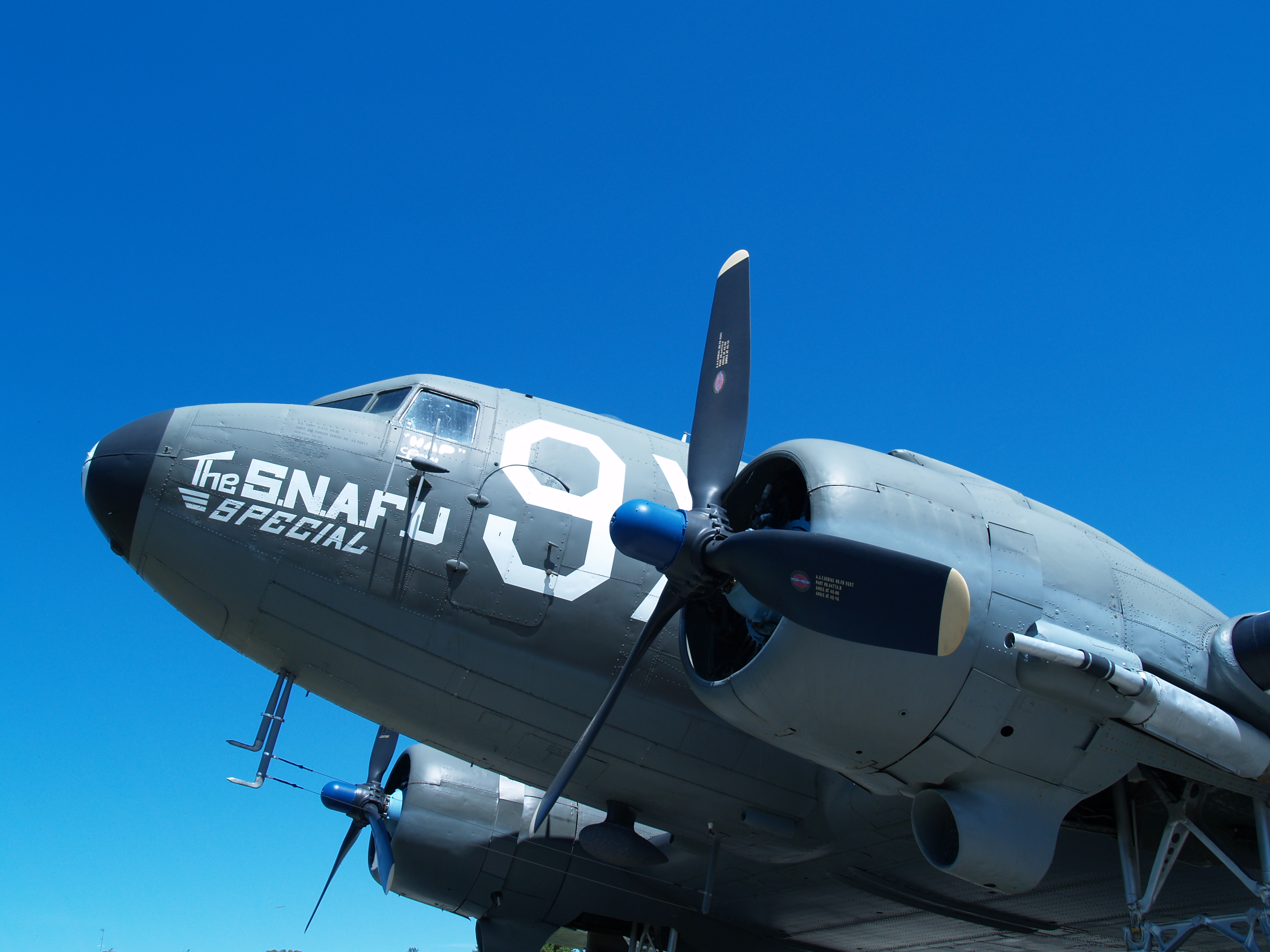
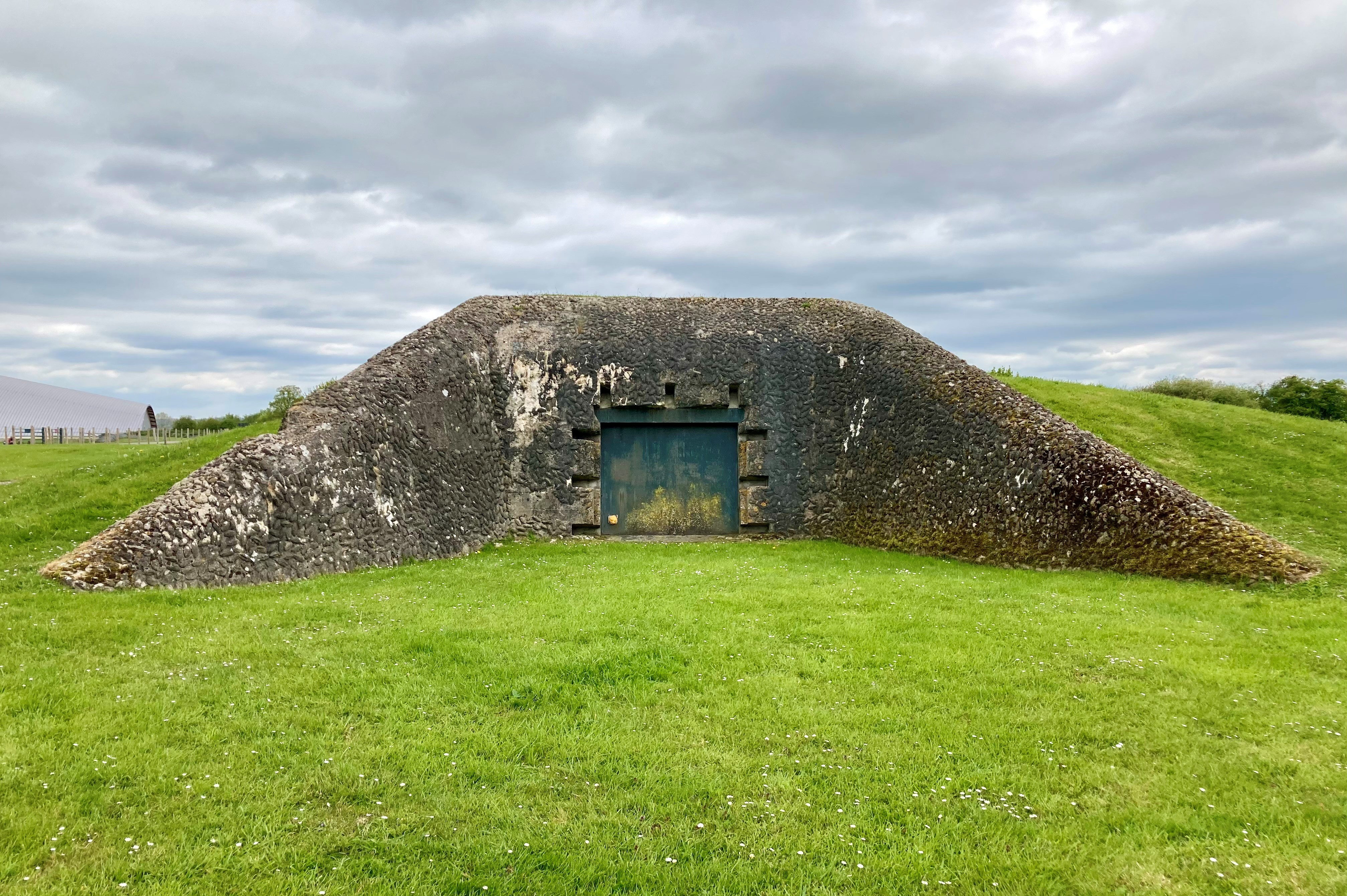